# Ecaterina Arbore
Ecaterina Arbore, także Arbore-Ralli (ur. 1873 w Genewie, zm. 2 grudnia 1937 w Tyraspolu) – rumuńska, mołdawska i radziecka lekarka, działaczka Komunistycznej Partii Rumunii, ofiara wielkiej czystki.

## Życiorys
Była starszą córką działacza socjalistycznego Zamfira Arbore i Marii Codreanu. Urodziła się w Genewie, dokąd jej ojciec udał się na emigrację polityczną z Imperium Rosyjskiego. Ukończyła liceum, a następnie studia medyczne w Bukareszcie i specjalizację w Paryżu i w Petersburgu.  Z powodu trudnej sytuacji materialnej rodziny w wieku siedemnastu lat musiała równocześnie podjąć pracę w charakterze nauczycielki matematyki w szkole żeńskiej, następnie pracowała w szpitalu dla osieroconych dzieci w Bukareszcie. W młodości zaangażowała się w ruch socjalistyczny i w 1903 brała udział w kongresie II Międzynarodówki.
W 1920 z pomocą przyjaciela matki, Chrystiana Rakowskiego, przyjechała do Rosji Radzieckiej i zaczęła działać w Międzynarodówce Komunistycznej. Była redaktorką pism komunistycznych w języku rumuńskich, następnie wykładowczynią Komunistycznego Uniwersytetu Mniejszości Narodowych Zachodu. Po utworzeniu w 1924 r. Mołdawskiej Autonomicznej Socjalistycznej Republiki Radzieckiej została wicekomisarzem, a następnie komisarzem ludowym Inspekcji Robotniczo-Chłopskiej na jej terenie.  W 1923 wchodziła w skład delegacji rumuńskiej na VI zjeździe Bałkańskiej Federacji Komunistycznej w Moskwie. Rok później na V zjeździe Kominternu była członkinią delegacji rumuńskiej, jednak bez prawa głosu. Przebywając w Moskwie, zajmowała się tłumaczeniem prac Lenina na język rumuński. Również w 1924 została komisarzem ludowym zdrowia Mołdawskiej ASRR, nadal publikując w prasie komunistycznej w językach rumuńskim i rosyjskim. Tworzyła system opieki zdrowotnej w nowo powołanej republice.
W 1929 straciła stanowisko w rządzie Mołdawskiej ASRR. W 1937 została aresztowana na fali wielkiej czystki. Została oskarżona o trockizm, skazana na śmierć i rozstrzelana w Tyraspolu.
Na łamach pisma "Proletarska Riewolucija" spisała swoje wspomnienia z pierwszych lat po rewolucji październikowej. Jest również autorką publikacji poświęconych roli kobiet w społeczeństwie i w ruchu rewolucyjnym (Femeile în revoluția rusă z 1908, Femeia în lupta pentru emancipare z 1911, Femeia muncitoare z 1912) i prac dotyczących opieki zdrowotnej (Câteva considerațiuni asupra sarcinilor extrauterine z 1896, Despre tuberculoză în capitală z 1907, Cincizeci de zile între holerici z 1914). Pisała również wiersze i utwory prozatorskie.
W 1929 spotkała się z rumuńskim pisarzem Panaitem Istratim, który m.in. zainspirowany rozmową z nią napisał Spovedania unui invins.